# Альдгисл
Альдгисл (з.-фриз. Aldgisl; умер в 679) — король Фризии (623—679).

## Биография
Наиболее подробный раннесредневековый источник, повествующий об Альдгисле — написанное в VIII веке Стефаном Рипонским «Житие святого Вильфрида». «Король фризов» Альдгильс упоминается также в «Церковной истории народа англов» Беды Достопочтенного. На основании свидетельств этих источников современные историки считают Альдгисла первым достоверно известным правителем Фризского королевства.
О происхождении Альдгисла достоверных сведений не сохранилось. В средневековых фризских хрониках отцом Альдгисла назван некий Бероальд, погибший в сражении с франками во времена короля Хлотаря II. Современные историки считают это свидетельство ошибочным, указывая, что Бероальд фризских хроник тождественен герцогу Бертоальду франкских авторов, единодушно называвших того саксом, а не фризом. Возможно, Альдгисл мог быть сыном короля Аудульфа, но предположение о таких родственных связях основывается только на данных ономастики.
Точная дата получения Альдгислом власти над фризами не установлена. Предполагается, что он мог начать править Фризией около 630 года, став преемником короля Аудульфа. Более точная дата — 623 год — приводится на основании упоминаемой во франкских анналах даты смерти герцога Бертоальда. Точно известно только то, что Альдгисл был современником франкского короля Дагоберта II. Возможно, что он смог взойти на фризский престол только заручившись поддержкой франков. Однако ослабление власти франкских монархов после смерти короля Дагоберта I, скончавшегося в 639 году, позволило Альдгислу стать полностью самостоятельным правителем.
Владения Альдгисла — так называемая «Великая Фризия» (лат. Magna Frisia) — включали земли к востоку от реки Вли, то есть побережье Северного моря от Брюгге до Везера, а также Восточно-Фризские острова. На юге граница проходила по Нижнему Маасу и Ваалу. Столица Фризского королевства при Альдгисле, возможно, находилась в Утрехте или Дорестаде.
О том, какой титул носил Альдгисл, средневековые авторы сообщают различные сведения: Беда Достопочтенный и фризские историки наделяют этого властителя королевским титулом (лат. rex), в то время как во франкских анналах все правители фризов называются только герцогами (лат. dux). Современные исследователи более склоняются к поддержке утверждения Беды Достопочтенного о королевском сане Альдгисла, считая мнение франкских источников в отношении титула фризских властителей предвзятым. Возможно, Альдгисл, также как и его преемник Радбод, носил титул «кюнинг».
Фризские предания описывали Альдгисла как миролюбивого и справедливого правителя, много сделавшего для процветания Фризского королевства. В том числе, этому монарху приписывалось издание законов, основание новых городов, осушение прибрежных земель и строительство дамб. По нумизматическим данным, при Альдгисле около 670 года во Фризии начали изготовлять серебряные монеты мелкого достоинства, получившие название скеаты. Уже вскоре они вытеснили неудобные при раннесредневековом денежном обращении золотые монеты римского образца. Впоследствии такие монеты начали производить и в соседних с Фризией землях: во Франкском государстве и в Британии. Проведённые в Дорестаде археологические раскопки показывают, что примерно тогда же этот порт начал быстро развиваться, вскоре став одним из центров торговли континентальной Европы с англосаксонской Британией.
Изгнанный из Йоркской архиепархии Вильфрид в 678 году по пути в Рим к папе Агафону посетил Фризию и был дружелюбно принят Альдгислом. При его дворе в Утрехте, изгнанник провёл несколько зимних месяцев. По утверждению Стефана Рипонского, Альдгисл способствовал проведению бывшим йоркским архиепископом христианизации фризов: «[Фризы] приняли его [Уилфрида] учение, и с несколькими исключениями все вожди их были крещены им во имя Бога, так же как и многие тысячи простых людей». Возможно, Альдгисл был одним из первых новообращённых в христианскую веру. О массовом обращении фризов в христианство в то время упоминал и Беда Достопочтенный. Однако мнение о проведённой Вильфридом христианизации Фризии имеет и противников, отмечающих, что в других исторических источниках обращение фризов в христианство приписывается другому церковному деятелю, святому Виллиброрду.
Приблизительно в 678 году к Альдгислу прибыло посольство от враждебно настроенного к Вильфриду майордома Нейстрии Эброина, с предложением выдать франкам святого живым или мёртвым. Несмотря на то, что в обмен на это послы предложили фризскому правителю крупную денежную сумму, Альдгисл публично разорвал и сжёг послание Эброина. Возможно, этот поступок Альдгисла был вызван его противодействием усиливающейся нейстрийской экспансии на фризские земли. Хотя о каких-либо франкско-фризских конфликтах того времени в раннесредневековых анналах не упоминается, из более поздних источников известно, что в середине VII века франки попытались захватить некоторые фризские укрепления в устье Рейна, но потерпели неудачу. По другому мнению, причиной отказа Альдгисла выдать Вильфрида Эброину было признание правителем фризов своей зависимости от короля Австразии Дагоберта II, врага нейстрийского майордома.
О дальнейшей судьбе Альдгисла сведений в средневековых исторических источниках не сохранилось. Предполагается, что он мог скончаться уже в 679 году. Живший в XVI веке историк Эггерик Бенинга в своём труде «Фризская хроника» сообщал, что новым правителем Фризского королевства стал Ритзард, владевший престолом приблизительно до 690 года. Однако современные исследователи считают свидетельства о существовании этого короля фризов недостоверными. В настоящее время общепринятой среди историков точкой зрения является та, согласно которой новым королём фризов стал Радбод. Предполагается, что он мог быть сыном Альдгисла, но достоверные подтверждения такого родства в средневековых источниках отсутствуют.
В трудах фризских историков упоминается о Герконе, внебрачном сыне Альдгисла, но сведения о нём носят легендарный характер.

## Комментарии
1. ↑  Также известен как Альдгизль, Алдгисл, Алдегизель (Aldegisel), Альдгилл (Aldgillus), Адгиль (Adgillus), Адгильд (Adgild) и Эадгильс (Eadgils). Иногда также упоминается как король Альдгисл I[1][2].